# Ле Гак, Оливье
Оливье ле Гак (фр. Olivier Le Gac; род. 27 августа 1993, Брест, Франция) — французский профессиональный шоссейный велогонщик, выступающий за команду Groupama-FDJ.

## Достижения
2010
- 1-й  Чемпион мира среди юниоров в групповой гонке

2011
- 2-й на Чемпионате Европы среди юниоров в групповой гонке

2013
- 1-й Tour du Pays du Roumois (U23)
- 6-й на Чемпионате Европы в групповой гонке (U23)
- 3-й — Париж — Тур (U23)

2014
- 1-й на этапе 4 Tour de Mareuil-Verteillac-Riberac
- 1-й в генеральной классификации Tour de la Creuse
  - 1-й на этапе 1
- 1-й Ronde Finistérienne
- 2-й на Туре Вандеи (Tour de Vendée)

2017
- 8-й Классик Луар-Атлантик

## Статистика выступлений наГранд Турах
| Гранд Тур | 2015 | 2016 | 2017 |
| --------- | ---- | ---- | ---- |
| Джиро     | -    | 133  | -    |
| Тур       | -    | -    |      |
| Вуэльта   | 120  | -    |      |